# Hong Li
Pour les articles homonymes, voir Li et Li Hong (Jin Orientaux).
Hong Li est une karatéka chinoise née le 18 décembre 1988. Elle a remporté une médaille d'or en kumite moins de 50 kg aux championnats du monde de karaté 2010 à Belgrade et aux Jeux asiatiques de 2010 à Canton puis la médaille d'argent dans la même catégorie aux championnats du monde de karaté 2012 à Paris.